# Amblyomma testudinarium
Amblyomma testudinarium är en fästingart som beskrevs av Koch 1844. Amblyomma testudinarium ingår i släktet Amblyomma och familjen hårda fästingar. Inga underarter finns listade i Catalogue of Life.

## Bildgalleri

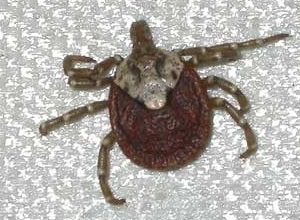